# GZA
Gary Grice (născut pe 22 august 1966), mai cunoscut după numele de scenă GZA și The Genius este un rapper american și membru fondator al influentului grup hip hop Wu-Tang Clan. În interiorul trupei, este cunoscut ca "mintea spirituală" fiind cel mai în vârstă dar și primul dintre membrii formației care a obținut un contract cu o casă de discuri. 
GZA a apărut pe albumele solo ale colegilor din clan iar de la lansarea albumului său Liquid Swords (1995), și-a continuat o carieră de succes și ca artist solo. Steve Huey de la Allmusic l-a numit ca "unul dintre cei mai buni scriitori de versuri ai anilor '90", iar editorii de la About.com l-au clasat pe locul 17 în lista celor mai buni 50 de MC ai timpurilor noastre (1987-2007), fiind astfel cel mai bine clasat membru Wu-Tang Clan din acest top (în fața lui Method Man, Ghostface Killah și Raekwon).

## Discografie
- Words From The Genius  (1991)
- Liquid Swords (1995)
- Beneath the Surface (1999)
- Legend of the Liquid Swords (2002)
- Grandmasters (de DJ Muggs) (2005)
- Pro Tools (2008)